# Woodstock (Oxfordshire)

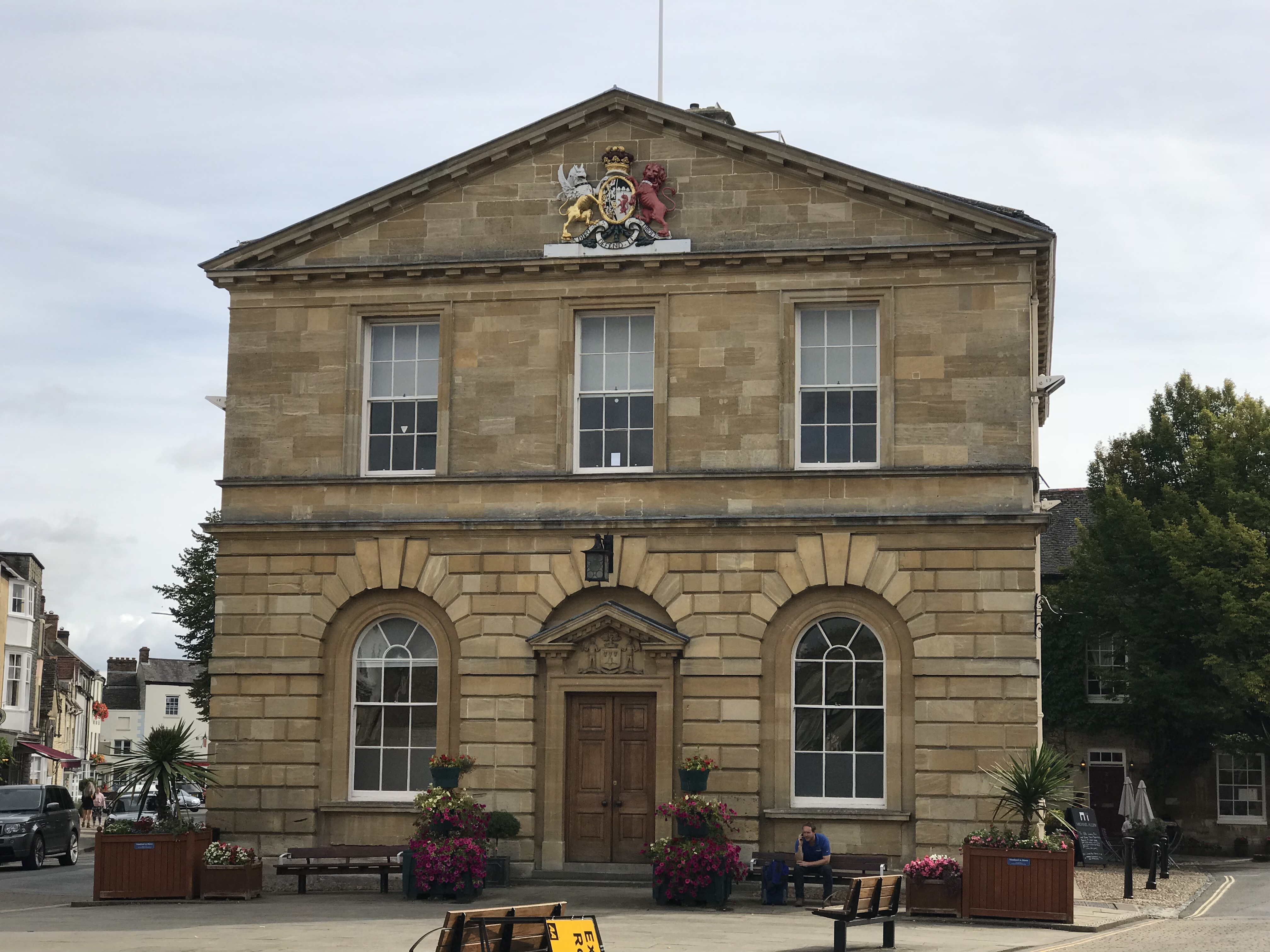
Rathaus in Woodstock

Woodstock ist eine Kleinstadt und „civil parish“ (Gemeinde) in der englischen Grafschaft Oxfordshire, Distrikt West Oxfordshire, etwa 12 Kilometer nördlich von Oxford. Woodstock hat 3100 Einwohner (2011). Der River Glyme teilt den Ort in die Stadtviertel New und Old Woodstock.

## Sehenswürdigkeiten
Auf seinem Gebiet liegt Blenheim Palace, Residenz der Dukes of Marlborough und das größte Schloss in England, das nicht für die königliche Familie errichtet wurde. Dort kam 1874 Winston Churchill zur Welt, dessen Grab sich im nahegelegenen Ort Bladon befindet. Das Schloss gehört zum UNESCO-Weltkulturerbe.

## Wirtschaft
Woodstock ist der Unternehmenssitz des internationalen Medizintechnik-Konzerns Owen Mumford.

## Persönlichkeiten
- Mary of Woodstock (1279 – um 1332), Prinzessin, Benediktinerin
- Eleonore von England (Geldern) (1318–1355), Prinzessin, Gräfin bzw. Herzogin von Geldern
- Edward of Woodstock (1330–1376), Prince of Wales und Aquitanien
- Isabella de Coucy (1332–1379), Prinzessin
- John Case (zwischen 1539 und 1546 – 1600), Philosoph und Musikexperte
- John Churchill, 1. Duke of Marlborough (1650–1722), Politiker und Feldherr
- Randolph Churchill (1849–1895), Politiker
- Winston Churchill (1874–1965), Premierminister
- William Bertram Turrill (1890–1961), Botaniker
- Hugh Edwards (1906–1972), Ruderer
- John Spencer-Churchill, 11. Duke of Marlborough (1926–2014), Peer, Politiker und Unternehmer
- James Spencer-Churchill, 12. Duke of Marlborough (* 1955), Peer